# 蛋白质组学

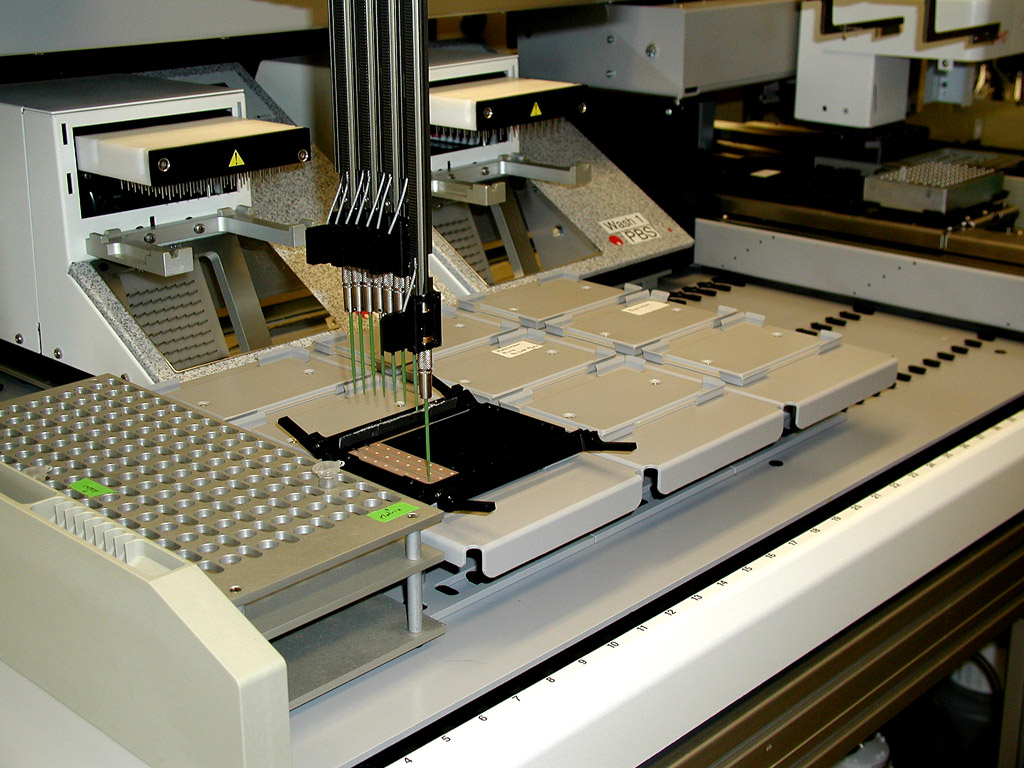
在样品载体上，基质辅助激光解吸/电离(MALDI)质谱法样品的机械手准备。

蛋白质组学（英語：proteomics，又譯作蛋白質體學），是對蛋白质特别是其结构和功能的大规模研究，是在90年代初期，由马克·威尔金斯(Marc Wikins)和學者們首先提出的新名詞。更重要的是，基因组是相当稳定的实体，而蛋白质组通过与基因组的相互作用而不断发生着改变。一个生命体在其机体的不同部分以及生命周期的不同阶段，其蛋白表达可能存在巨大的差异。
蛋白质组是由有机体或系统产生或修饰的整套蛋白质。 这随着时间和细胞或有机体经历的不同要求或压力而变化。蛋白质组学是一个跨学科的领域，它从人类基因组计划的遗传信息中受益匪浅，它还涵盖了新兴的科学研究和从细胞内蛋白质组成，结构和其独特活动模式的整体水平探索蛋白质组学。它是功能基因组学的重要组成部分。
蛋白质组学研究的关键技术包括质谱分析、X射线晶体学、核磁共振和凝胶电泳。
有两种蛋白质组学方法：活体样品研究和重组蛋白合成。在第二种情形下，用遗传工程方法来克隆待合成的DNA模板，以及把这些基因剪切到宿主细胞（典型的是细菌）中，后者被培养用于大规模蛋白表达。
接着，被合成蛋白需要被从宿主细胞中提取和纯化。纯化的蛋白随后通过结晶（及X-射线晶体衍射）或核磁共振来确定其结构。

## 问题的复杂性
在基因组学和转录组学之后，蛋白质组学是在生物系统研究的下一个步骤。蛋白质组学的主要目标是识别新的蛋白质并对其进行定量分析。蛋白质组学是比基因组学更为复杂，因为在大多数情况下，生物体的基因组在生命过程中或多或少还是恒定的，但是其所有蛋白质的集合却在不断变化。即使是同一生物体的不同类型细胞的蛋白质组也不同，并且在时间上各不相同。在不同的细胞类型中独特的基因被表达，这意味着在细胞中所产生的即使是基本的蛋白质组也需要被鉴定。此外，蛋白质组的研究还因其他情况而变得复杂，例如，许多蛋白质都会经历翻译后修饰 （翻译后修饰的研究是由蛋白质组学之下的分支进行 - 磷酸化蛋白质组学和糖蛋白质组学）。许多蛋白质的活性关键依赖于与其他蛋白质和RNA的相互作用，这也使它们的鉴定变得复杂。最后，一些蛋白质存在的时间非常短，并且会很快被破坏，以至于使用现有方法很难检测到它们。
过去这种现象是通过RNA分析完成的，但发现它与蛋白质含量不相关。现在已知mRNA并不总是翻译成蛋白质，并且对于给定量的mRNA产生的蛋白质的量取决于它从中转录的基因和细胞的当前生理状态。蛋白质组学证实了蛋白质的存在并提供了存在数量的直接量度。
蛋白质组学获得的数据可用于更深入地了解各种疾病（例如神经退行性疾病） 的病因，并开发治疗方法。蛋白质组学用于寻找适用于研制新疫苗的抗原 。鉴定各种癌症中异常表現的蛋白质对于生物标记诊断、预后和癌症治疗至关重要。

### 后翻译修饰
不仅不同的mRNA翻译成不同的蛋白质，而且很多蛋白质被翻译后也在细胞中会有非常多样的化学修饰。这些化学修饰都对蛋白质的功能非常关键。

#### 磷酸化修饰
磷酸化是一种最为常见的后翻译修饰。例如在很多细胞信号通路中，很多的生物酶以及结构蛋白都有磷酸化修饰，以此可以被更多其它的蛋白质识别。这种修饰常常发生在丝氨酸(serine)和苏氨酸(threonine)氨基酸上。

#### 泛素化修饰
该修饰可通过E3泛素链接酶来进行。被泛素化修饰的蛋白通常会被细胞进一步降解。这是一种很基本的蛋白调控基理。如果知道所有的被哪类泛素链接酶修饰的蛋白家族，那么通过研究细胞中各种泛素链接酶的表达水平可以间接的推导出细胞中对应蛋白的表达水平。

#### 其它修饰
还有很多其它的重要的修饰，例如甲基化修饰，乙酰基化修饰，醣基化修饰，氧化修饰，硝基化修饰等。

### 独特的蛋白质是在独特的环境下制作的
细胞可以在不同时间或在不同条件下制备不同组的蛋白质，例如在发育，细胞分化，细胞周期或癌变。 如上所述，进一步增加蛋白质组复杂性，大多数蛋白质被经历广泛的翻译后修饰。
因此，即使研究主题受到限制，“蛋白质组学”研究也可能很快变得复杂。 在更加雄心勃勃的环境中，例如当寻找特定癌症亚型的生物标记时，蛋白质组学科学家可能会选择研究来自多个癌症患者的多个血清样本，以最大限度地减少混杂因素并解释实验噪音。 因此，有时需要复杂的实验设计来解释蛋白质组的动态复杂性。

## 研究蛋白质的方法
在蛋白质组学中，有多种方法可以研究蛋白质。 通常，可以通过使用抗体（免疫测定）或质谱法检测蛋白质。 如果分析复杂的生物样品，需要在定量斑点印迹分析(quantitative dot blot analysis) (缩写：qdb) （页面存档备份，存于）中使用非常特异的抗体，或者在检测步骤之前需要使用生化分离，因为样品中的分析物太多而无法进行 准确的检测和量化。

## 蛋白质组学的实际应用
人类基因和蛋白质研究的一个主要发展是鉴定用于治疗疾病的潜在新药。这依赖于基因组和蛋白质组信息来识别与疾病相关的蛋白质，然后计算机软件可以将其用作新药物的靶标。例如，如果某种蛋白质与疾病有关，则其3D结构提供了设计药物以干扰蛋白质作用的信息。适合酶的活性位点但不能被酶释放的分子使酶失活。这是新药物发现工具的基础，旨在寻找新的药物来灭活与疾病有关的蛋白质。由于发现个体之间存在遗传差异，研究人员希望利用这些技术开发出对个体更有效的个人化药物。
蛋白质组学还用于揭示复杂的植物 - 昆虫相互作用，这有助于识别参与植物对食草动物的防御反应的候选基因。

### 相互作用蛋白质组学和蛋白质网络
相互作用蛋白质组学(Interaction proteomics)是对蛋白质相互作用的分析，从二元相互作用的规模到蛋白质组或整个网络。 大多数蛋白质通过蛋白質交互作用来发挥作用，相互作用蛋白质组学的一个目标是识别二元蛋白质相互作用，蛋白质复合体，和相互作用组。
有几种方法可以探测蛋白质之间的相互作用。 尽管最传统的方法是酵母菌雙雜合系統分析，一种强大的新兴方法是亲和纯化，然后使用标记的蛋白质(Protein tag)诱饵进行蛋白质质谱法分析。 其他方法包括表面等离子共振（SPR），蛋白质微阵列，双极化干涉法，微尺度热泳，和实验性的方法，例如噬菌体展示技术和计算机模拟计算方法。
蛋白质-蛋白质相互作用的知识对于生物网络和系统生物学特别有用，例如在细胞信号传送级联和基因调控网络（GRN，其中蛋白质-DNA相互作用的知识也能提供信息）中。 蛋白质相互作用的全蛋白质组分析以及将这些相互作用模式整合到更大的生物网络中，对于理解系统水平的生物学至关重要。

### 表达蛋白质组学
表达蛋白质组学(Expression proteomics)包括蛋白质表达的大规模分析。 它有助于鉴定特定样品中的主要蛋白质，以及相关样品（如患病组织与健康组织）中差异表达的那些蛋白质。 如果仅在患病的样品中发现蛋白质，则它可以作为有用的药物靶标或诊断标记。 具有相同或相似表达谱的蛋白质也可能在功能上相关。 表达蛋白质组学中使用了诸如2D-PAGE和质谱法之类的技术。

### 生物标记
美国国立卫生研究院已将生物标记(Biomarker)定义为“一种客观测量和评估的特征，作为正常生物过程，致病过程或对治疗干预的药理学反应的指标”。
了解蛋白质组，每种蛋白质的结构和功能以及蛋白质-蛋白质相互作用的复杂性对于开发未来最有效的诊断技术和疾病治疗方法至关重要。 例如，蛋白质组学在鉴定候选生物标记物（体液中对诊断有价值的蛋白质），鉴定免疫应答靶向的细菌抗原以及鉴定可能的感染性或肿瘤性疾病的免疫组织化学标记物方面非常有用。
蛋白质组学的一个有趣用途是使用特定的蛋白质生物标志物来诊断疾病。 许多技术允许测试在特定疾病期间产生的蛋白质，这有助于快速诊断疾病。 技术包括西方墨點法，免疫组织化学染色，酶联免疫吸附试验（ELISA）或质谱法。 分泌蛋白质组学(Secretomics)是利用蛋白质组学方法研究分泌蛋白和分泌途径的蛋白质组学的子领域，最近已成为发现疾病生物标志物的重要工具。

### 蛋白质基因组学
在蛋白质基因组学()中，蛋白质组学技术（例如质谱法）用于改善基因注释。 对基因组和蛋白质组进行并行分析有助于发现翻译后修饰和蛋白质水解事件，特别是在比较多个物种时（比较蛋白质组学，comparative proteogenomics）。

### 结构蛋白质组学
结构蛋白质组学(Structural proteomics)包括对蛋白质结构的大规模分析。 它可以比较蛋白质结构并帮助鉴定新发现基因的功能。 结构分析还有助于理解药物在何处与蛋白质结合，并显示蛋白质在何处相互作用。 可以使用不同的技术（例如X射线晶体学和NMR光谱学）来达成这种理解。

## 蛋白質組學的生物信息學（蛋白質組信息學）
許多蛋白質組學資料都是在高通量技術（如質譜法和微陣列）的幫助下收集的。若要以人工方式分析資料並進行比較，往往需要數週或數個月的時間。因此，生物學家和化學家正與電腦科學家和數學家合作，共同建立程式和管道，以計算分析蛋白質資料。利用生物信息学技術，研究人員能夠更快速地分析和儲存資料。ExPASy生物資訊學資源入口網站是尋找目前程式和資料庫清單的好地方。以生物資訊學為基礎的蛋白質組學的應用包括醫學、疾病診斷、生物標記識別等等。

## 期刊
许多期刊致力于蛋白质组学和相关领域。 请注意，处理蛋白质的期刊通常更侧重于结构和功能，而蛋白质组学期刊则更侧重于对整个蛋白质组或至少大量蛋白质进行大规模分析。 下面列出了一些更重要的功能（及其出版商）。
- 分子與細胞蛋白質組學期刊 (美國生物化學與分子生物學協會（英语：American Society for Biochemistry and Molecular Biology）)
- 蛋白質組研究期刊 (美国化学学会)
- 臨床蛋白質組學期刊(Clinical Proteomics)
- 蛋白质组学 (杂志) (約翰威立)

### 引用
1. ↑  Anderson, Johnathon D.; Johansson, Henrik J.; Graham, Calvin S.; Vesterlund, Mattias; Pham, Missy T.; Bramlett, Charles S.; Montgomery, Elizabeth N.; Mellema, Matt S.; Bardini, Renee L. . Stem Cells. 2016-03-01, 34 (3): 601–613  [2018-04-02]. ISSN 1549-4918. PMID 26782178. doi:10.1002/stem.2298. （原始内容存档于2017-09-29） （英语）.
2. ↑  Hood, Leroy; Rowen, Lee. . Genome Medicine. 2013-09-13, 5 (9): 79  [2018-04-02]. PMC 4066586 . PMID 24040834. doi:10.1186/gm483. （原始内容存档于2015-10-09） （英语）.
3. ↑  Simon Rogers; Mark Girolami; Walter Kolch; Katrina M. Waters; Tao Liu; Brian Thrall; H. Steven Wiley. . Bioinformatics. 2008, 24 (24): 2894–2900. PMC 4141638 . PMID 18974169. doi:10.1093/bioinformatics/btn553.
4. ↑  Vikas Dhingraa; Mukta Gupta; Tracy Andacht; Zhen F. Fu. . International Journal of Pharmaceutics. 2005, 299 (1–2): 1–18. PMID 15979831. doi:10.1016/j.ijpharm.2005.04.010.
5. ↑  Buckingham, Steven. . May 2003  [2009-01-14]. （原始内容存档于2017-05-17）.
6. ↑  Olsen JV, Blagoev B, Gnad F, Macek B, Kumar C, Mortensen P, Mann M; Blagoev; Gnad; Macek; Kumar; Mortensen; Mann. . Cell. 2006, 127 (3): 635–648. PMID 17081983. doi:10.1016/j.cell.2006.09.026.
7. ↑  Srinivas, PR; Verma, M; Zhao, Y; Srivastava, S. . Clinical Chemistry. August 2002, 48 (8): 1160–9. PMID 12142368.
8. ↑  Vaidyanathan G. . Cell. March 2012, 148 (6): 1079–80. PMID 22424218. doi:10.1016/j.cell.2012.02.041.
9. ↑  Rakwal, Randeep; Komatsu, Setsuko. . Electrophoresis. 2000, 21 (12): 2492–500. PMID 10939463. doi:10.1002/1522-2683(20000701)21:12<2492::AID-ELPS2492>3.0.CO;2-2.
10. ↑  Wu, Jianqiang; Baldwin, Ian T. . Annual Review of Genetics. 2010, 44: 1–24. PMID 20649414. doi:10.1146/annurev-genet-102209-163500.
11. ↑  Sangha J.S.; Chen Y.H.; Kaur Jatinder; Khan Wajahatullah; Abduljaleel Zainularifeen; Alanazi Mohammed S.; Mills Aaron; Adalla Candida B.; Bennett John;  et al. . Int. J. Mol. Sci. 2013, 14 (2): 3921–3945. PMC 3588078 . PMID 23434671. doi:10.3390/ijms14023921.
12. ↑  de Mol, NJ. . Methods in Molecular Biology 800. 2012: 33–53. ISBN 978-1-61779-348-6. PMID 21964781. doi:10.1007/978-1-61779-349-3_4.
13. ↑  Visser, NF; Heck, AJ. . Expert Review of Proteomics. June 2008, 5 (3): 425–33. PMID 18532910. doi:10.1586/14789450.5.3.425.
14. ↑  Bensimon, Ariel; Heck, Albert J.R.; Aebersold, Ruedi. . Annual Review of Biochemistry. 7 July 2012, 81 (1): 379–405. PMID 22439968. doi:10.1146/annurev-biochem-072909-100424.[]
15. ↑  Sabidó, Eduard; Selevsek, Nathalie; Aebersold, Ruedi. . Current Opinion in Biotechnology. August 2012, 23 (4): 591–597. PMID 22169889. doi:10.1016/j.copbio.2011.11.014.
16. 1 2  . ProteoConsult.   [2020-06-28]. （原始内容存档于2021-04-29）.[不可靠的醫學來源？]
17. ↑  Strimbu, Kyle; Tavel, Jorge A. . Current Opinion in HIV and AIDS. 2010, 5 (6): 463–6. PMC 3078627 . PMID 20978388. doi:10.1097/COH.0b013e32833ed177.
18. ↑  Biomarkers Definitions Working Group. . Clinical Pharmacology & Therapeutics. 2001, 69 (3): 89–95. PMID 11240971. doi:10.1067/mcp.2001.113989.
19. ↑  Ceciliani, F; Eckersall D; Burchmore R; Lecchi C. . Veterinary Pathology. March 2014, 51 (2): 351–362. PMID 24045891. doi:10.1177/0300985813502819.
20. ↑  Klopfleisch R, Klose P, Weise C, Bondzio A, Multhaup G, Einspanier R, Gruber AD.; Klose; Weise; Bondzio; Multhaup; Einspanier; Gruber. . J Proteome Res. 2010, 9 (12): 6380–91. PMID 20932060. doi:10.1021/pr100671c.
21. ↑  Klopfleisch R, Gruber AD; Gruber. . Veterinary Pathology. 2009, 46 (3): 416–22. PMID 19176491. doi:10.1354/vp.08-VP-0212-K-FL.
22. ↑  Hathout, Yetrib. . Expert Review of Proteomics. 2007, 4 (2): 239–48. PMID 17425459. doi:10.1586/14789450.4.2.239.
23. ↑  Gupta N, Tanner S, Jaitly N,  et al. . Genome Res. September 2007, 17 (9): 1362–77. PMC 1950905 . PMID 17690205. doi:10.1101/gr.6427907.
24. ↑  Gupta N, Benhamida J, Bhargava V,  et al. . Genome Res. July 2008, 18 (7): 1133–42. PMC 2493402 . PMID 18426904. doi:10.1101/gr.074344.107.